# Auto motor und sport tv
auto motor und sport TV ist eine deutsche Magazinsendung der Motor Presse Stuttgart, die sich mit Servicethemen rund um das Auto, Aspekten aus dem Verkehrsrecht, aktuellen Tests, Fahrberichten und Fahrsicherheitstipps beschäftigt. Vom 15. Juni 2009 bis Dezember 2009 strahlte DMAX in Zusammenarbeit mit der Redaktion der Zeitschrift auto motor und sport jeden Montag um 21:15 Uhr neue Folgen aus. Seit dem Ende der Kooperation mit DMAX wird auto motor und sport TV auf dem Pay-TV-Sender auto motor und sport channel gezeigt.
Bereits von Oktober 1995 bis zum Ende Dezember 2007 wurde die Sendung in Zusammenarbeit mit dem privaten Fernsehsender VOX ausgestrahlt. Die Moderation der Gesamtsendung lag damals bei Peter Stützer, die Fahrsicherheitstipps wurden von Christian Danner präsentiert. Zum Jahresende 2007 wurde die Kooperation mit der Zeitschrift auto motor und sport beendet und die Sendung ab 2008 unter dem Namen Auto Mobil fortgeführt.